# Дітреу (комуна)
Дітреу (рум. Ditrău) — комуна у повіті Харгіта в Румунії. До складу комуни входять такі села (дані про населення за 2002 рік):
- Дітреу (5274 особи) — адміністративний центр комуни
- Жолотка (670 осіб)
- Ценгелер

Комуна розташована на відстані 267 км на північ від Бухареста, 54 км на північний захід від М'єркуря-Чука, 144 км на схід від Клуж-Напоки, 127 км на північ від Брашова.

## Населення
За даними перепису населення 2002 року у комуні проживали 5944 особи.
Національний склад населення комуни:
| Національність | Кількість осіб | Відсоток |
| -------------- | -------------- | -------- |
| угорці         | 5887           | 99,0%    |
| румуни         | 55             | 0,9%     |
| німці          | 2              | < 0,1%   |

Рідною мовою назвали:
| Мова      | Кількість осіб | Відсоток |
| --------- | -------------- | -------- |
| угорська  | 5890           | 99,1%    |
| румунська | 52             | 0,9%     |
| німецька  | 2              | < 0,1%   |

Склад населення комуни за віросповіданням:
| Релігія       | Кількість осіб | Відсоток |
| ------------- | -------------- | -------- |
| римо-католики | 5836           | 98,2%    |
| реформати     | 57             | 1,0%     |
| православні   | 37             | 0,6%     |
| унітарії      | 7              | 0,1%     |
| атеїсти       | 2              | < 0,1%   |